# Xiuladora de Sclater
La xiuladora de Sclater(Pachycephala soror) és una espècie d'ocell de la família dels paquicefàlids (Pachycephalidae) que habita els boscos de les muntanyes de Nova Guinea i la propera illa Goodenough.